# Baía da Traição (praia)
Vista da Praia de Baía em Baía da Traição.
A Praia da Baía da Traição, também chamada de Praia da Baía,  é uma praia brasileira, localizada na cidade de Baía da Traição no estado da Paraíba.

## História
A história da Paraíba está presente na praia homônimo em Baía da Traição, onde em 1501, na ocasião, três marinheiros portugueses teriam sido mortos e devorados pelos nativos, depois de recebidos amigavelmente. Além disso, foi local de alianças dos Potiguaras com franceses e por conseguinte com holandeses, povos estes, que se aliaram aos nativos na batalha contra os colonizadores portugueses.
Os navegantes ancoravam no porto, cenário de batalhas sangrento entre os índios Potiguaras, habitantes da terra, e os portugueses que queriam colonizar o local. A cidade de Baía da Traição possui inúmeros roteiros ambientais com cenários em pontos para os turistas, a exemplo de falésias, arrecifes de corais, manguezais, praias paradisíacas, rios com águas cristalinas, ruínas históricas e a maior reserva indígena dos índios Potiguaras, cujos habitantes preservam e mantém os costumes

## Turismo
- A praia da baía, possui águas calmas boas para banhos e o importante Farol da Baía da Traição, ponto turístico da cidade. Ao seu redor encontram-se inúmeras pousadas, casas de veraneio e bares que a fazem ser a praia com melhor infraestrutura do entorno.[7][8][9][10][11]

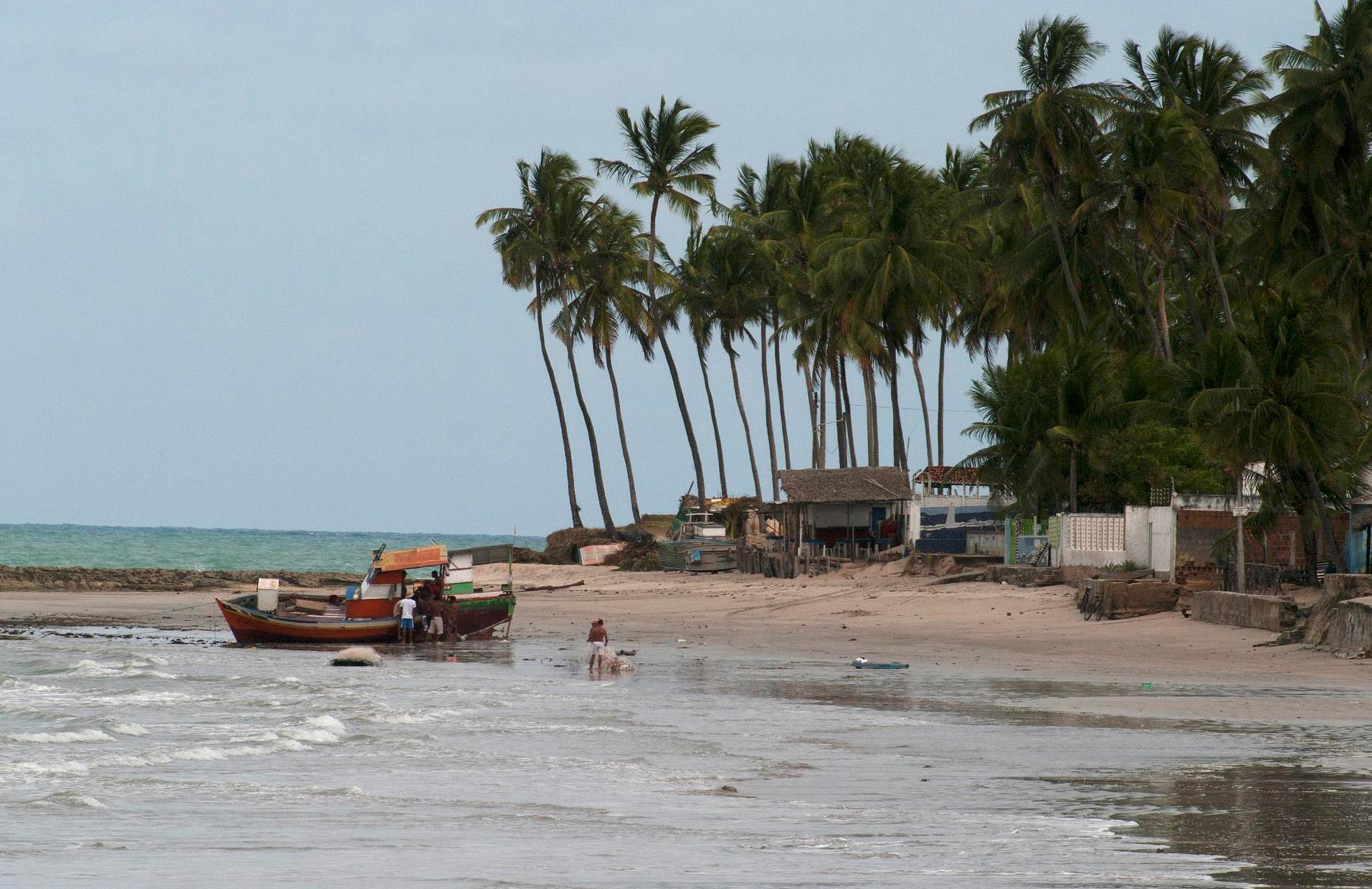
Vista panorâmica da praia de Baía da Traição
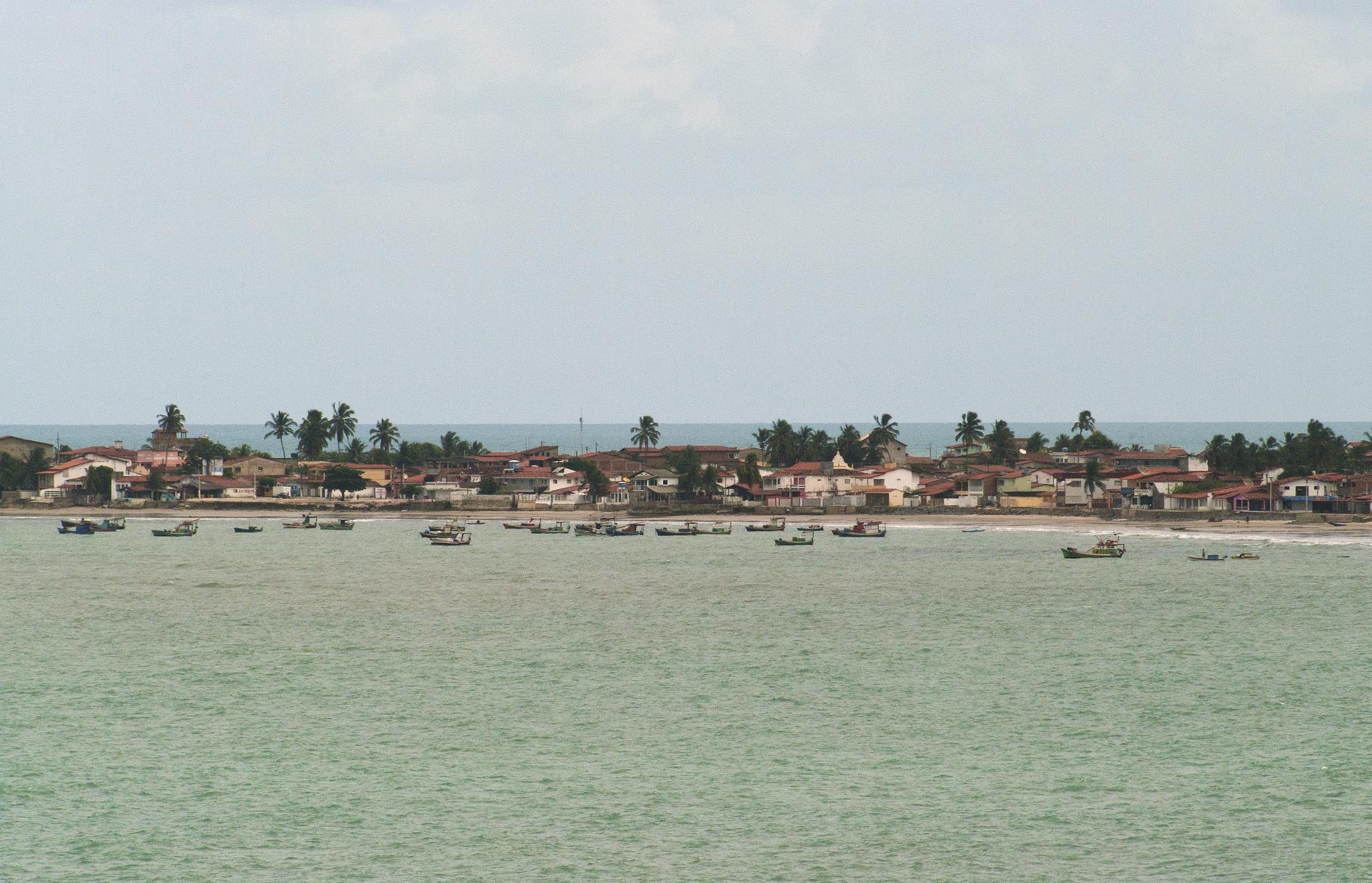
Vista da praia de Baía
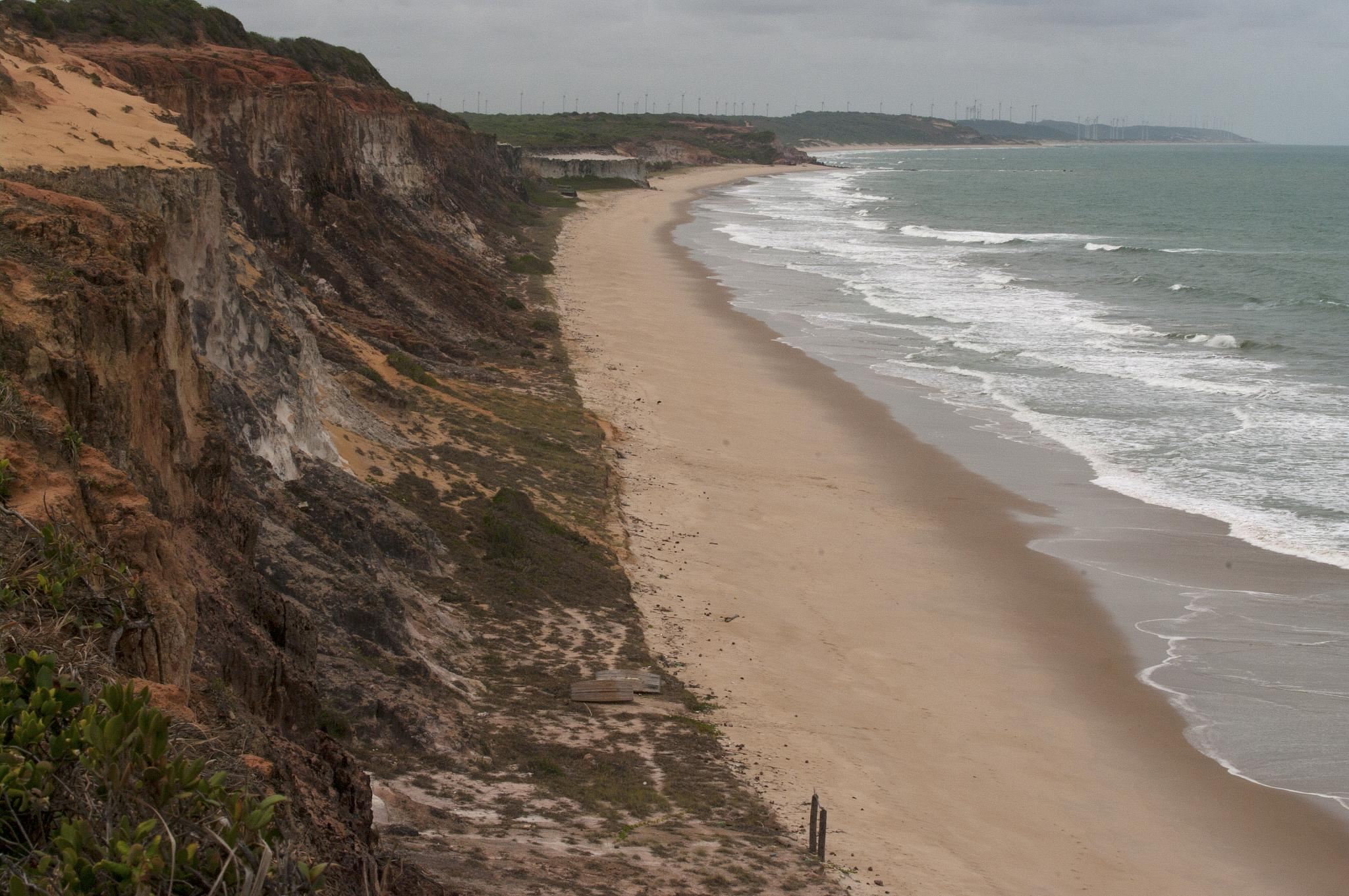
Vista da praia de Baía da Traição
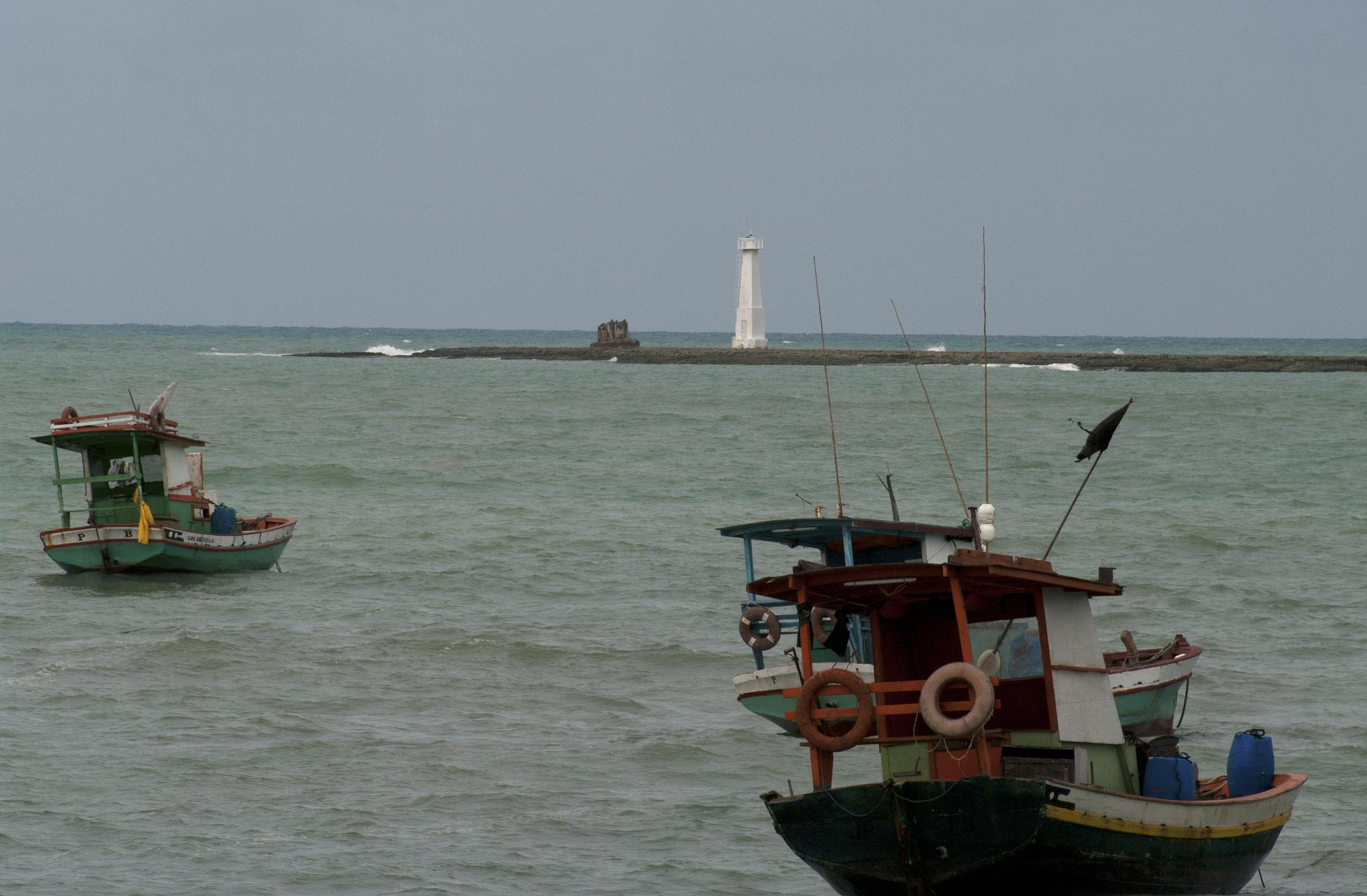
Vista do Farol de Baía da Traição

| Oceano Atlântico                                 |                                             |                                                        |
| precedida por: Praia do Forte ( Baía da Traição) | Praia da Baía da Traição ( Baía da Traição) | sucedida por: Praia das Trincheiras ( Baía da Traição) |